# 以津真天

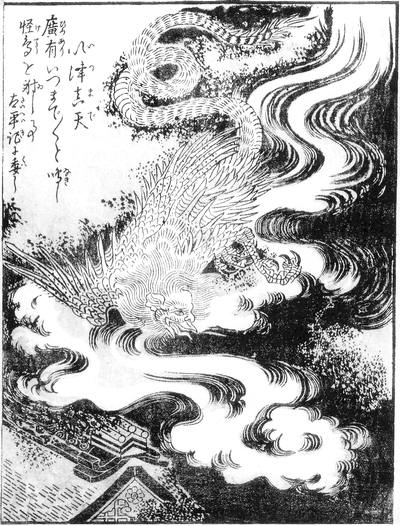
鳥山石燕《今昔畫圖續百鬼》「以津真天」

以津真天（日语：／ Itsumade）是日本江戶時代繪師鳥山石燕的妖怪畫集《今昔畫圖續百鬼》中記載的怪鳥，並附上《太平記》卷12的「廣有射怪鳥事」的解說文。

## 太平記
根據《太平記》，建武元年（1334年）秋，疫病流行，出現許多病死者之際，毎晩在紫宸殿之上出現怪鳥，鳴叫「いつまでも、いつまでも（要到何時、要到何時）」，人們感到驚恐。公卿們以源賴政射殺鵺之前例，委請弓之名手隱岐次郎左衛門廣有射殺怪鳥。
據說怪鳥擁有人面、鈎喙鋸齒、蛇身、兩足之爪如劍般銳利、翼長1丈6尺（約4.8公尺）。
《太平記》並未明確記載鳥的名稱，僅以「怪鳥」記述。「以津真天」的名稱是鳥山石燕在描繪《今昔畫圖續百鬼》之際，以其鳴叫聲命名。

## 後世的解說
昭和以降認為，因任憑戰亂或飢餓等的死者屍體遭受風吹雨打，導致怪鳥在接近屍體時，以「要放到何時」之意，鳴叫「要到何時、要到何時」；另外也有死者們的怨靈化為怪鳥的說法。

## 脚注
1. ↑  山崎正和譯. . 河出書房. 1990: 180–181. ISBN 978-4-309-00647-5.
2. ↑  村上健司編著. . Kwai books. 角川書店. 2005: 35. ISBN 978-4-04-883926-6.
3. ↑  水木茂. . 講談社+α文庫. 講談社. 1994: 68. ISBN 978-4-06-256049-8.
4. ↑  多田克己. . Truth In Fantasy IV. 新紀元社. 1990: 323–324. ISBN 978-4-915146-44-2.

## 關連項目
- 鵺